# Kafr Hamrah
Kafr Hamrah (tiếng Ả Rập: كفر حمرة, cũng đánh vần Kfar Hamra) là một ngôi làng ở miền bắc Syria, một phần hành chính của Tỉnh Aleppo, ở vùng ngoại ô phía tây bắc của Aleppo. Các địa phương lân cận bao gồm nahiya ("phó huyện") Trung tâm Huraytan ở phía bắc, Anadan về phía tây bắc và Maarat al-Atiq và Babis về phía tây. Theo Cục Thống kê Trung ương Syria (CBS), Kafr Hamrah có dân số 10.696 người trong cuộc điều tra dân số năm 2004.